# Богачовка (Черкасская область)
Богачо́вка (укр. Багачівка) — село в Звенигородском районе Черкасской области Украины.
Население по переписи 2001 года составляло 746 человек. Занимает площадь 2,35 км². Почтовый индекс — 20241. Телефонный код — 4740. Расположено в 10 км на восток от районного центра — Звенигородка. Через село проходит автомобильная дорога Черкассы — Умань.

## История
Село впервые упоминается в 1546 году. По устным преданиям, название села происходит от первого поселенца по фамилии Богацкий. После него поселились Гондриенки, Рубаны, Третьяки, Выстрелы. Основным занятием крестьян было хлебопашество.
По состоянию на 1885 год в бывшем государственном селе, проживало 1462 человека, насчитывалось 276 дворовых хозяйств, существовали православная церковь, школа, постоялый двор и дом, 10 ветряных мельниц, маслобойный завод.
По переписи 1897 года количество жителей выросло до 2035 человек (из которых 960 мужчин и 1075 женщин), из которых 2020 — православной веры.
Советскую власть в селе установили в 1918 году. Первым председателем сельского совета избран Щербаня Кузьма Мартынович (погиб в годы Второй мировой войны). В этом же году создан комитет бедноты, председателем избрали Шевченко Парамона Семеновича (убит зажиточными крестьянами в 1922 году).
Первый колхоз в селе организован в 1932 году (председатель Дащенко Константин Макарович). С 1958 года колхоз носил имя героя гражданской войны Пархоменко.
217 жителей села принимали участие в боях Великой Отечественной войны, 164 из них погибли, 138 награждены орденами и медалями. В селе сооружен памятник воинам, погибшим в боях за освобождение села.
По состоянию на начало 70-х годов XX века в селе размещалась центральная усадьба колхоза имени Пархоменко, за которым было закреплено 2,7 тысяч га сельскохозяйственных угодий, в том числе 2,3 тысячи га пахотной земли. В хозяйстве выращивали зерновые культуры и сахарную свеклу, было развито молочное животноводство. Из вспомогательных предприятий работали мельница, мастерская, пилорама. Также на то время там работали восьмилетняя школа, клуб, библиотека с фондом 6 тыс. книг, фельдшерско-акушерский пункт, родильный дом, бытовой комбинат и универмаг.

## Местный совет
20241, Черкасская обл., Звенигородский р-н, с. Богачовка